# Rue de Montreuil
La rue de Montreuil est une rue de Paris située dans le 11e arrondissement, dans le quartier Sainte-Marguerite.

## Situation et accès
Ce site est desservi par les stations de métro Faidherbe - Chaligny, Rue des Boulets et Avron.

## Origine du nom
Elle porte ce nom car elle mène à Montreuil. 

## Historique
La rue de Montreuil se trouve sur le tracé de l’ancien chemin de Paris à Montreuil. Son statut de rue date de 1750 et elle porte ce nom depuis au moins le XVIIe siècle,. La partie à l'est de l'intersection avec le boulevard de Charonne est devenue la rue d'Avron.
Évrard Titon du Tillet demeurait rue de Montreuil ; sa maison, la folie Titon donnait à la fois rue de Montreuil et rue des Boulets. Il s'y est installé en 1749.
La manufacture de papiers peints tenue par Jean-Baptiste Réveillon, qui se trouvait à la folie Titon depuis 1763, fut le cadre de l'affaire Réveillon, signe avant-coureur de la prise de la Bastille, du 24 avril au 28 avril 1789. Cette manufacture était située au niveau du 31 bis actuel où deux plaques commémoratives sont désormais fixées.
| À gauche, le no 31 bis où se situait l'entrée de l’ancienne folie Titon ; au milieu, la plaque commémorative du premier décollage de montgolfière en 1783 et à droite, celle commémorant les émeutes d’avril 1789, juste avant la Révolution française. |  | À gauche, le no 31 bis où se situait l'entrée de l’ancienne folie Titon ; au milieu, la plaque commémorative du premier décollage de montgolfière en 1783 et à droite, celle commémorant les émeutes d’avril 1789, juste avant la Révolution française. |  | À gauche, le no 31 bis où se situait l'entrée de l’ancienne folie Titon ; au milieu, la plaque commémorative du premier décollage de montgolfière en 1783 et à droite, celle commémorant les émeutes d’avril 1789, juste avant la Révolution française. |
| À gauche, le no 31 bis où se situait l'entrée de l’ancienne folie Titon ; au milieu, la plaque commémorative du premier décollage de montgolfière en 1783 et à droite, celle commémorant les émeutes d’avril 1789, juste avant la Révolution française. |  | |  | |

## Bâtiments remarquables et lieux de mémoire

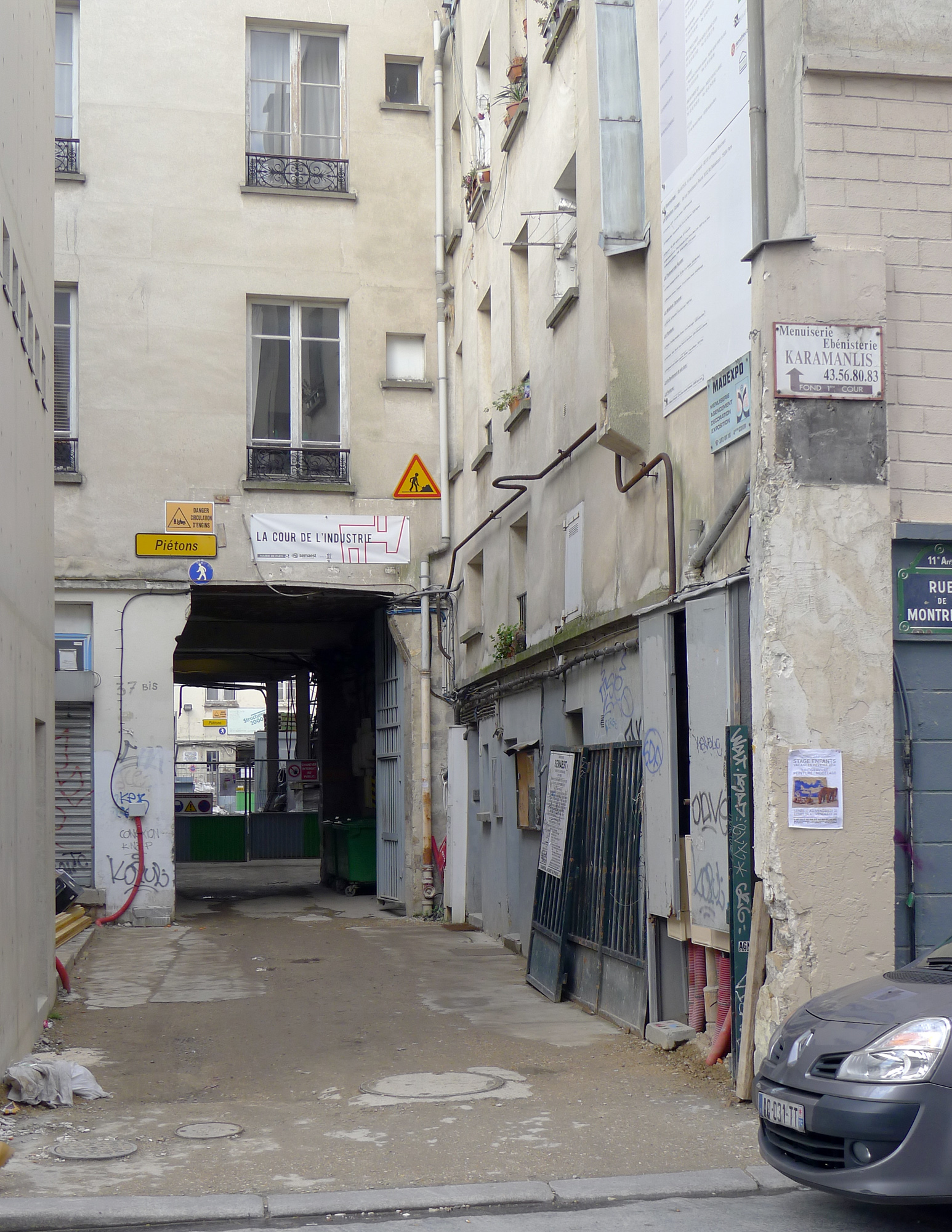
Entrée de la cour de l'Industrie.

- No 2 : emplacement de la fontaine marchande de Montreuil[6].
- du No 13 au No 69 : limite de la folie Titon
- No 31 bis : entrée de folie Titon
- No 37 bis : ateliers d'artisans et d'artistes de la cour de l'Industrie[7].

- No 41 : curieux garde-corps des deux fenêtres du 1er étage. On peut y lire, en deux séquences : fenêtre de gauche " L'ESPERANCE ESTPARTOUT ", fenêtre de droite " ET NES  TROUVEPAS".
- No 52 : immeuble construit par Romeur et Varenault sous le Second Empire ; sculptures aux deux premiers étages : au premier, des statues d’enfants symboles des Arts sont placés dans des niches jumelées concaves ; au second, des statues de femmes drapées à l’antique, placées dans des niches rectangulaires plates. Certaines statues ont disparu. Au-dessus de la porte, une fenêtre incluse dans une embrasure en demi-cercle avec une décoration très exubérante, représentant l’Abondance (guirlandes, épis de blé, fruits, faune) (immeuble inscrit sur la liste des protections patrimoniales du 11e arrondissement[8]).

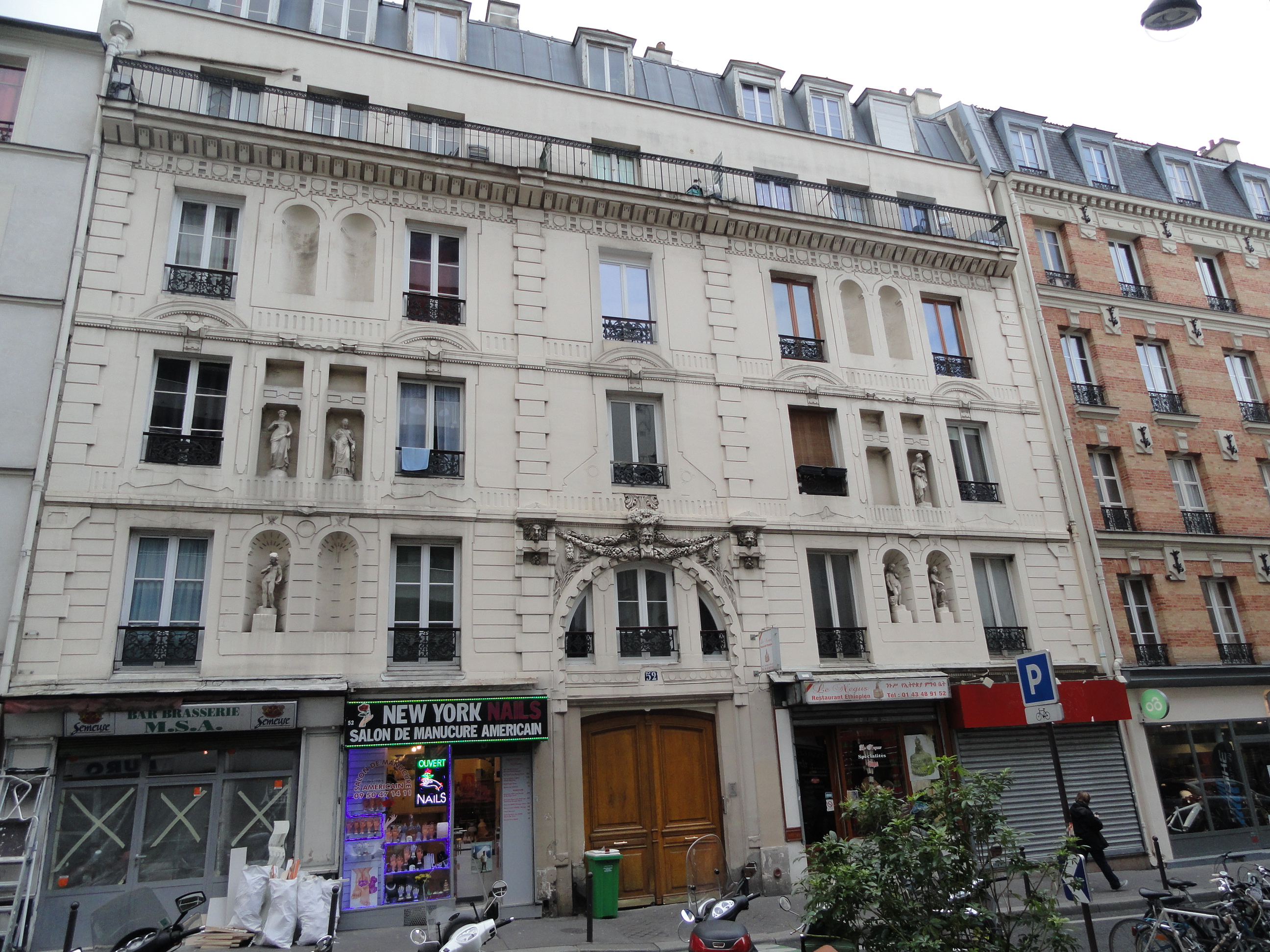
Vue d’ensemble de l’immeuble.
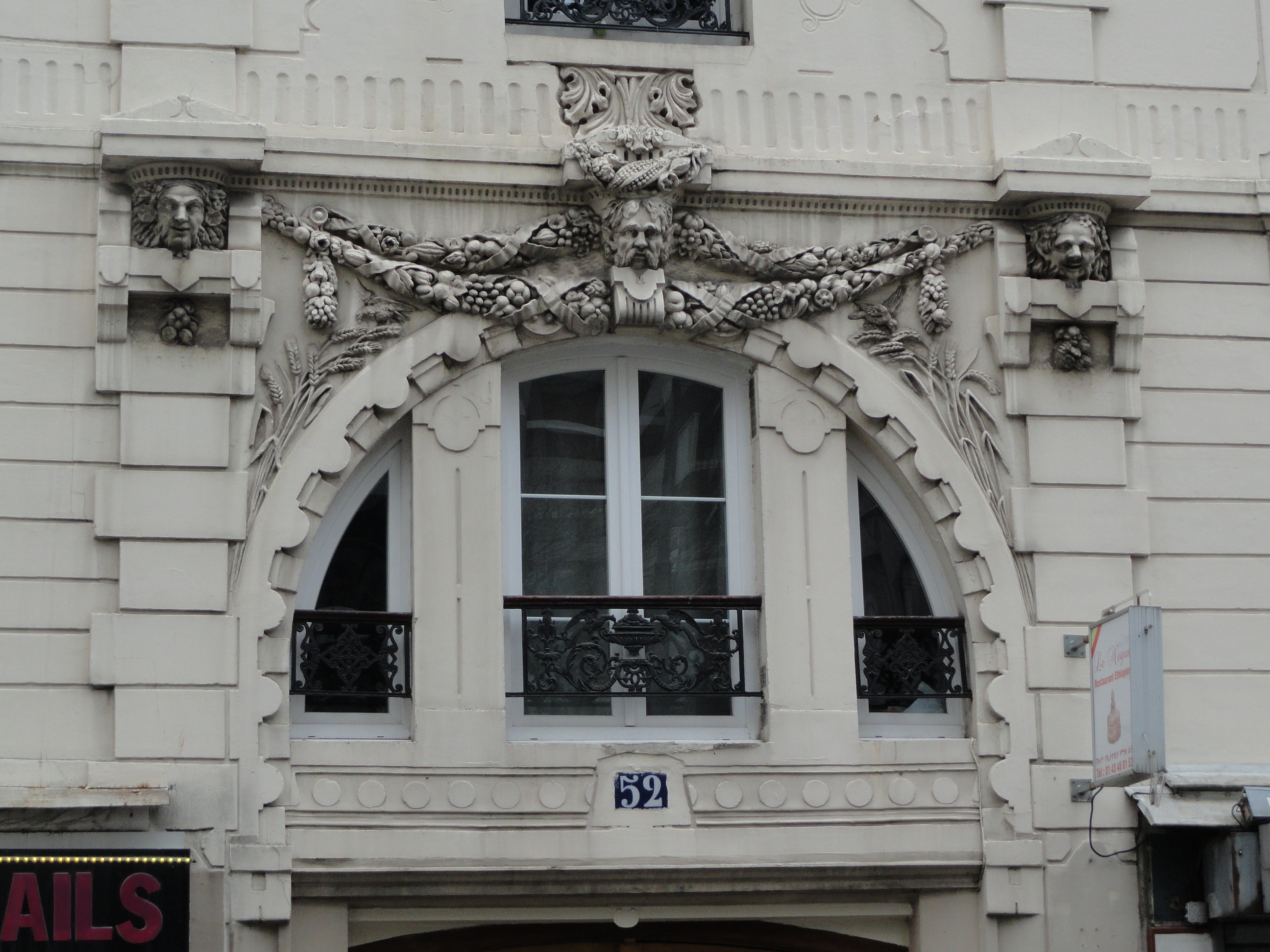
Le dessus de porte abondamment sculpté.
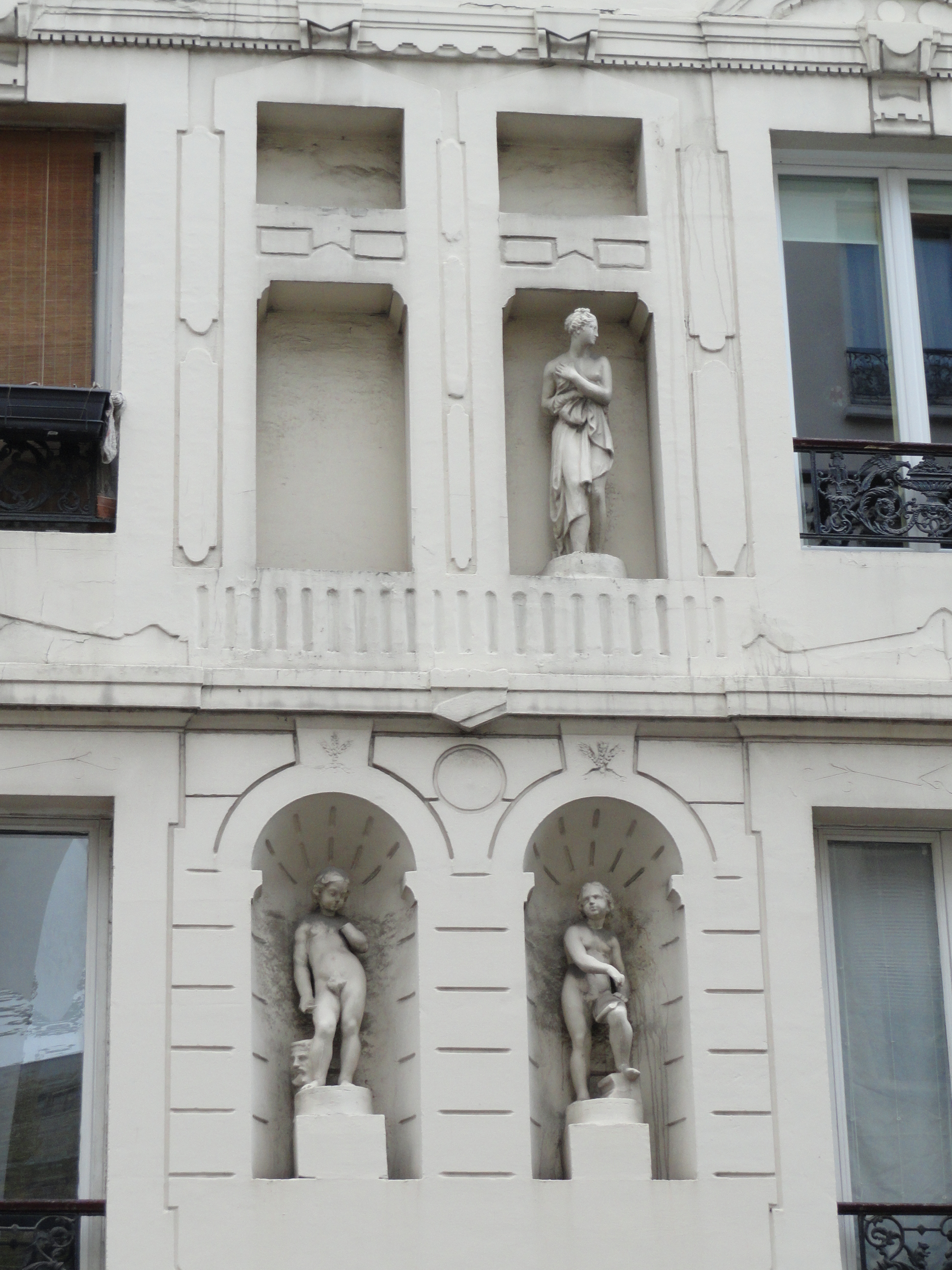
Les statues dans les niches.
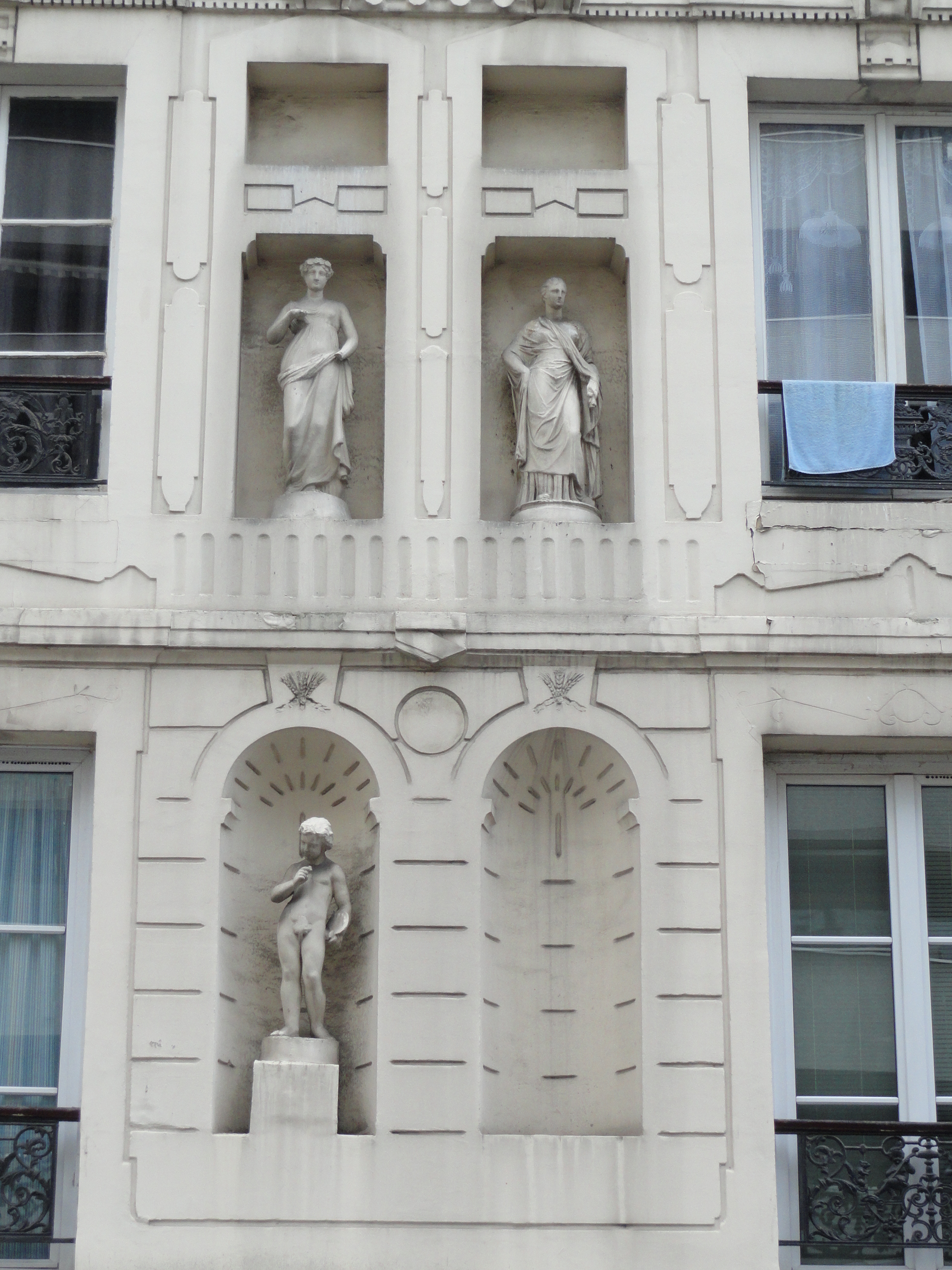
Les statues dans les niches.

- No 61 : appartement de la famille d'Albert Uderzo en 1938[9].
- No  80 : siège de Solidaires Finances Publiques.
- No  93 bis : ancien siège de l'Union Syndicale Solidaires avant son déménagement Boulevard de la Villette.
- No  113 : entrée sous voute de l'impasse Morlet.

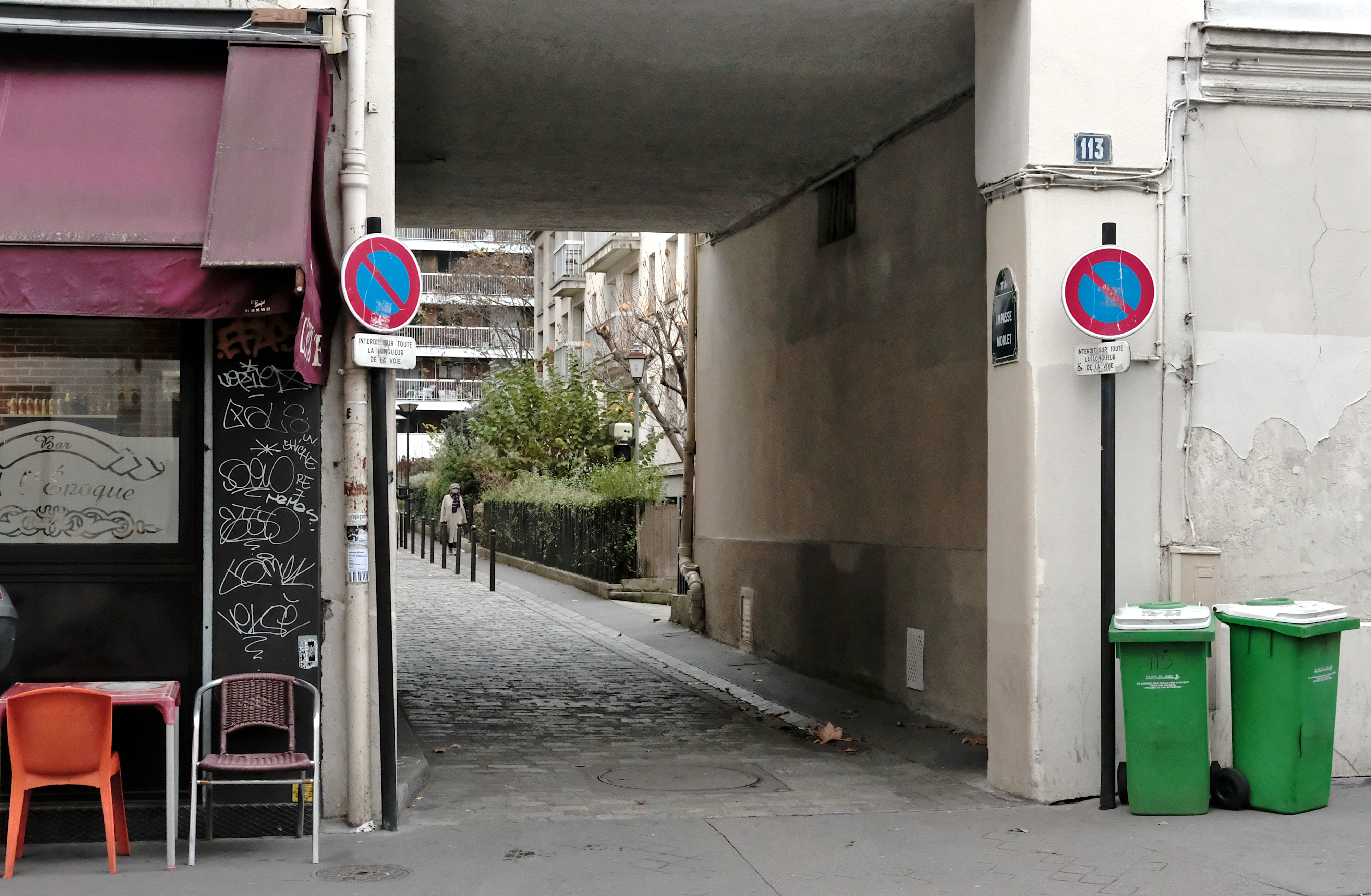
Entrée de l'impasse Morlet.

### Curiosité

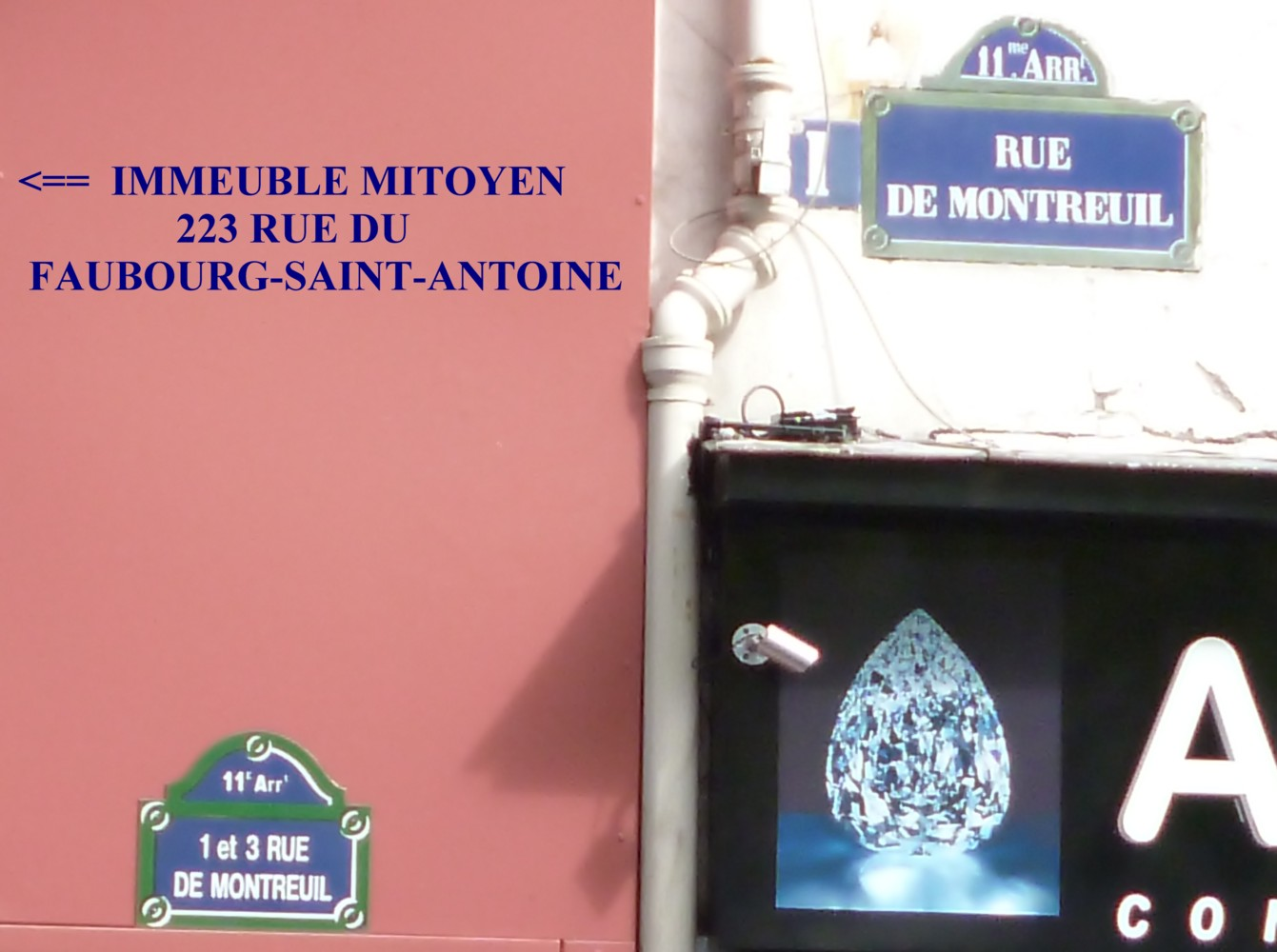
Après le 223, rue du Faubourg-Saint-Antoine, on peut s'attendre à trouver les 225 et 227 mais curieusement la rue Montreuil commence à ce niveau.

Les tout premiers numéros de la rue de Montreuil se trouvent en fin de la rue du Faubourg-Saint-Antoine, de l'autre côté de la rue Faidherbe, face à la sortie de métro, côté Faidherbe. Cette curieuse disposition résulte de la disparition au début du XXe siècle d'un petit îlot d'habitations, aujourd'hui remplacé par la placette actuelle (où se trouve le kiosque à journaux) et alors situé entre une petite ruelle aujourd'hui disparue, le début de la rue de Montreuil, la rue Faidherbe et la rue du Faubourg-Saint-Antoine.